# Askungen II – Drömmen slår in
Askungen II – Drömmen slår in ❬engelska: Cinderella II: Dreams Come True❭ är en animerad film från 2002 av Walt Disney Pictures. Den består av tre episoder med Askungens planering för en fest, en av mössen, Jack, blir förvandlad till en människa, och en av Askungens brutala styvsystrar, Petronella, når hennes inlösen genom att bli kär i en ung bagare, en lågklassig man som hennes mor och Gabriella inte godkänner. Filmen släpptes direkt till video i VHS och DVD-region 1 den 26 februari 2002.

## Svenska röster
- Askungen - Lizette Pålsson
- Jack - Staffan Hallerstam
- Gus - Jakob Stadell
- Gudmodern - Gunilla Åkesson
- Petronella - Gerda Fransson Bergqvist
- Styvmodern - Kristina Adolphson
- Prinsen - Kelly Tainton
- Kungen - Gunnar Uddén
- Hertigen - Ulf Källvik
- Gabriella - Sofia Ledarp
- Prudence - Lena Strömdahl
- Mary - Åsa Jonsson
- Bagaren - Ola Norman
- Beatrice - Ingela Olsson
- Daphne - Monica Forsberg
- Grevinnan - Katarina Josephsson